# Ахкете
Ахкете (Ах-кэте) — река в России, протекает по территории Дагестана (Ботлихский район) и Чечни (Веденский район). Устье реки находится в 17 км по левому берегу реки Ансалта. Длина реки составляет 13 км.
Площадь водосборного бассейна — 59,2 км².

## Данные водного реестра
По данным государственного водного реестра России относится к Западно-Каспийскому бассейновому округу, водохозяйственный участок реки — Сулак от истока до Чиркейского гидроузла.
Код объекта в государственном водном реестре — 07030000112109300000575.